# Euselasia scotinosa
Espèce
Euselasia scotinosa est un insecte lépidoptère appartenant à la famille  des Riodinidae et au genre Euselasia.

## Dénomination
Euselasia scotinosa a été décrit par Hans Ferdinand Emil Julius Stichel en 1930.

## Sous-espèces
- Euselasia scotinosa scotinosa présent au Brésil.
- Euselasia scotinosa matouryensis Brévignon et Gallard, 1993; présent en Guyane[1].

## Description
Euselasia scotinosa est de couleur noire, avec des reflets cuivrés.
L'autre face est de couleur cuivre violine très foncé avec les ailes antérieures séparées en deux par une ligne noire qui se continue aux postérieures ornées d'une ligne submarginale de chevrons noirs bordés de blanc et au centre de la ligne un gros ocelle qui remplace le chevron.

## Écologie et distribution
Euselasia scotinosa est présent en Guyane et au Brésil.

### Biotope
Il réside dans la forêt tropicale.